# Birgit Carlstén
Pour les articles homonymes, voir Carlsten.
Birgit Maria Christine Carlstén, née le 8 décembre 1949 à Huskvarna et morte le 2 juin 2025 à Uppsala (Uppland), est une actrice et chanteuse suédoise.

## Biographie
Son grand-père a émigré en France où elle a également des parents. Elle y a notamment interprété Édith Piaf.
Née à Huskvarna le 8 décembre 1949, Birgit Carlsten étudie à l'école Skara Scène (sv) en 1969-1970 puis étudie à l'école d'art dramatique de Malmö de 1970 à 1974. Sa carrière débute au Pioneer Theater et se poursuit au Riksteatern, le Théâtre national itinérant suédois, au Comedy Theatre (Komediteatern (sv)) à Stockholm, au Helsingborg City Theatre (en) (théatre de la ville d'Helsingborg), au Smålands Musik and Teater et au Värmlandsoperan à Karlstad.
Birgit Carlstén meurt à Uppsala le 2 juin 2025, à l'âge de 75 ans,.

## Filmographie

### Cinéma
- 1979 : Le secret de Linus ou la maison de brique
- 1986 : Le Sacrifice
- 1993 : Polisen och domarmordet (La police et la justice)
- 1994 : Good Night Irene

### Télévision
- 1980 : Sinkadus (série télévisée)
- 1981 : Hans Christian et la compagnie
- 1981 : Micke and Molle: Amis quand il s'agit de (voix)
- 1998 : Ivar Kreuger (série télévisée)

## Théâtre
| année | rôle        | production                               | régie            | théâtre                           |
| ----- | ----------- | ---------------------------------------- | ---------------- | --------------------------------- |
| 1981  | Anna Carson | Inspiration, revue Povel Ramel           | Hasse Ekman      | Berns                             |
| 1991  | Beatrice    | The Odd Couple Neil Simon                | Arne Strömgren   | Théâtre de la ville d'Helsingborg |
| 2002  |             | Mozart! Michael Kunze et Sylvester Levay | Ronny Danielsson | Opéra du Wermland                 |